# Chlorid berkelitý
Chlorid berkelitý je anorganická sloučenina s chemickým vzorcem BkCl3.

## Příprava
Chlorid berkelitý byl poprvé připraven v roce 1970 reakcí chlorovodíku s oxidem berkeličitým nebo berkelitým při teplotě 520 °C:
Bk2O3 + 6HCl → 2BkCl3 + 3H2O

## Vlastnosti
Bezvodý chlorid berkelitý je radioaktivní zelená pevná látka, která je rozpustná ve vodě. Krystalizuje v hexagonální soustavě typu chloridu uranitého s prostorovou grupou P63/m (číslo 176) a mřížkovými parametry 738,2 ± 0,2 pm a c = 412,7 ± 0,3 pm a dvěma molekulami v elementární buňce. Při zahřátí na teplotu tání se mění jeho krystalová soustava na orthorombickou.
Hexahydrát (BkCl3·6 H2O) krystalizuje v jednoklonné soustavě typu hexahydrátu chloridu americitého s  prostorovou grupou P2/n (číslo 13) a mřížkovými parametry a = 966 pm, b = 654 pm, c = 797 pm a β = 93° 46'.

## Reaktivita
Chlorid berkelitý reaguje s beryllocenem za vzniku berkelocelenu (Bk(C5H5)3). Reaguje také s kyselinou šťavelovou za vzniku šťavelanu berkelitého, čehož je využíváno při čištění chloridu berkelitého reakcí šťavelanu s kyselinou chlorovodíkovou.